# Udo Reinemann
Udo Reinemann est un baryton allemand, né le 6 août 1942 à Labbeck et mort le 14 juillet 2013 à Monthodon.

## Biographie
Il apprend le dessin industriel (1957-1962) mais s'adonne, également, au piano et au chant avec Geiger-Lindner à Krefeld. De 1962 à 1967, il se perfectionne à l'Académie de musique de Vienne et au Mozarteum de Salzbourg avec Erik Werba et W. Steinbrück.
En 1967, il obtient un premier prix à Vienne et donne son premier récital à Bordeaux puis remporte en 1970 le prix de la Fondation Sacha-Schneider (Paris) et une médaille au concours international de Genève.
À Paris, il achève sa formation vocale avec Germaine Lubin et Ré Koster ;  puis à Londres avec Otakar Kraus.
Sa carrière prend de l'ampleur dans le domaine du lied, de l'oratorio et de l'opéra. Il crée en 1975 un quatuor vocal avec Ana-Maria Miranda, Clara Wirtz et Jean-Claude Orliac qui se nomme : Le Lieder Quartett avec lequel il enregistre en première mondiale l’intégrale des trios et quatuors vocaux de Joseph Haydn.
En 1978, il participe à la création de Nietzsche, opéra d'Adrienne Clostre et l'année suivante, à celle de My Chau Trong Thuy, opéra de Nguyen Thien Dao.
Il réalise de très nombreuses premières auditions de mélodies signées Henri Sauguet, Xavier Darasse ou Gérard Victory.
Il effectue le premier enregistrement mondial des lieder posthumes d’Hugo Wolf et des lieder de Clara Schumann. En 1987, il crée l’ensemble Solistes vocaux d'Utrecht.
À la Compagnie nationale du théâtre lyrique et musical (ARCAL) située à Paris, il forme des chanteurs à l’interprétation mozartienne.
Il crée, en 1997, le "Festival des Heures Romantiques à Monthodon", devenu depuis le "Festival des Heures Romantiques entre Loir & Loire", qui accueille chaque été, pendant deux ou trois semaines, des jeunes chanteurs accompagnés d'artistes confirmés.
Il meurt à l'âge de 70 ans le 14 juillet 2013 en son domicile à Monthodon, des suites d'un cancer qu'il combattait depuis quatre ans,. Il est inhumé au cimetière communal.

## Source
- Dictionnaire des Interprètes (Robert Laffont)  (ISBN 2-221-08064-5).